# Nội các Gentiloni
The Nội các Gentiloni, lãnh đạo bởi Paolo Gentiloni, là nội các thứ 64 của Cộng hòa Ý.
Chính phủ bắt đầu nhiệm kỳ từ ngày 12/12/2016, lãnh đạo bởi Gentiloni Đảng Dân chủ (PD). Các đảng phái hỗ trợ ban đầu gồm Đảng Trung hữu mới (NCD) và Đảng Trung dung Châu Âu (CpE), và một số thành phần không đảng phái. Sau đó NCD được thành lập thành Đảng Lựa chọn Nhân dân (AP).
Nội các kết thúc nhiệm kỳ ngày 1/6/2018.

## Lịch sử
Ngày 7/12/2016, Thủ tướng Matteo Renzi tuyên bố từ chức, sau khi Thượng viện bác bỏ đề xuất trưng cầu dân ý Hiến pháp năm 2016. Vài ngày sau, ngày 11/12/2016, Tổng thống Sergio Mattarella triệu tập Bộ trưởng Bộ Ngoại giao Paolo Gentiloni, thành lập chính phủ mới. Vào ngày tiếp theo, Gentiloni đã chính thức tuyên thệ trong vai trò là người đứng đầu mới của chính phủ.
Gentiloni thành lập chính phủ liên minh với sự hỗ trợ của Đảng Dân chủ, Đảng Trung hữu mới và Đảng Trung dung Ý. Đây là đa số các chính đảng đã ủng hộ chính phủ Renzi trong gần 3 năm. Đảng cánh hữu Liên minh Nhân dân Tự do, lãnh đạo bởi Denis Verdini, không ủng hộ nội các mới, vì không có đảng viên nào được bổ nhiệm làm Bộ trưởng. Đảng Xã hội chủ nghĩa Ý và Đảng Dân chủ Xã hội có 1 Thứ trưởng được bổ nhiệm. Sau sự phân chia Phong trào Dân chủ và Tiến bộ từ Đảng Dân chủ, đảng này có 1 Thứ trưởng trong chính phủ đến ngày 3/10/2017.

## Bỏ phiếu tín nhiệm
| Bỏ phiếu tín nhiệm Nội các Gentiloni 13–14/12/2016 |           |                                                                                   |           |
| Viện Nghị viện                                     | Phiếu bầu | Đảng                                                                              | Phiếu bầu |
| Thượng viện Cộng hòa                               | Đồng ý    | PD (109), NCD (32), PSI-SVP-MAIE (18), IdV (3), Khác (9)                          | 171 / 320 |
| Thượng viện Cộng hòa                               | Không     | FI (42), M5S (35), ALA (18), LN (12), GAL (11), CR (10), SI (8), F! (3), Khác (7) | 146 / 320 |
| Viện Dân biểu                                      | Đồng ý    | PD (301), AP (26), CeI (16), Demo.S-CD (13), Khác (23)                            | 379 / 630 |
| Viện Dân biểu                                      | Không     | M5S (91), FI (50), SI (31), LN (19), ALA (16), AL-P (10), FdI (10), Khác (13)     | 240 / 630 |

## Phân chia Đảng

### Bắt đầu nhiệm kỳ

#### Bộ trưởng
| - Đảng Dân chủ       | 13 |
| - Đảng Trung hữu mới | 3  |
| - Trung dung Châu Âu | 1  |
| - Không đảng phái    | 2  |

#### Bộ trưởng và thành viên khác
- Đảng Dân chủ (PD): 13 bộ trưởng (bao gồm Gentiloni), 3 thứ trưởng, 16 thứ trưởng đặc trách
- Đảng Trung hữu mới (NCD): 3 bộ trưởng, 1 thứ trưởng, 10 thứ trưởng đặc trách
- Trung dung Châu Âu (CpE): 1 bộ trưởng
- Dân chủ Xã hội (Demo.S): 2 thứ trưởng
- Đảng Xã hội chủ nghĩa Ý (PSI): 1 thứ trưởng
- Dân chủ Trung dung (CD): 1 thứ trưởng đặc trách
- Công dân và Cải cách (CI): 1 thứ trưởng đặc trách
- Không đảng phái: 2 bộ trưởng, 4 thứ trưởng đặc trách

### Cuối nhiệm kỳ

#### Bộ trưởng
| - Đảng Dân chủ       | 14 |
| - Lựa chọn Nhân dân  | 2  |
| - Trung dung Châu Âu | 1  |

#### Bộ trưởng và thành viên khác
- Đảng Dân chủ (PD): 14 bộ trưởng (bao gồm Gentiloni), 2 thứ trưởng, 16 thứ trưởng đặc trách
- Lựa chọn Nhân dân (AP): 2 bộ trưởng, 1 thứ trưởng, 8 thứ trưởng đặc trách
- Trung dung Châu Âu (CpE): 1 bộ trưởng
- Dân chủ Xã hội (Demo.S): 2 thứ trưởng
- Đảng Xã hội chủ nghĩa Ý (PSI): 1 thứ trưởng cao cấp
- Dân chủ Trung dung (CD): 1 thứ trưởng đặc trách
- Công dân và Cải cách (CI): 1 thứ trưởng đặc trách
- Không đảng phái: 3 thứ trưởng đặc trách

## Phân chia khu vực

### Bắt đầu nhiệm kỳ
- Bắc Ý: 9 bộ trưởng
  - Emilia-Romagna: 4 bộ trưởng
  - Lombardy: 2 bộ trưởng
  - Liguria: 2 bộ trưởng
  - Piedmont: 1 bộ trưởng
- Trung Ý: 7 bộ trưởng (bao gồm Gentiloni)
  - Lazio: 6 bộ trưởng
  - Toscana: 1 bộ trưởng
- Nam và Ý hải đảo: 3 bộ trưởng
  - Sicily: 2 bộ trưởng
  - Calabria: 1 bộ trưởng

### Cuối nhiệm kỳ
- Bắc Ý: 7 bộ trưởng
  - Emilia-Romagna: 4 bộ trưởng
  - Liguria: 2 bộ trưởng
  - Lombardy: 1 bộ trưởng
- Trung Ý: 7 bộ trưởng (bao gồm Gentiloni)
  - Lazio: 6 bộ trưởng
  - Toscana: 1 bộ trưởng
- Nam và Ý hải đảo: 3 bộ trưởng
  - Sicily: 2 bộ trưởng
  - Calabria: 1 bộ trưởng

## Hội đồng Bộ trưởng
| Chức vụ                                                      | Tên                     | Đảng | Đảng                                   | Nhiệm kỳ  |
| ------------------------------------------------------------ | ----------------------- | ---- | -------------------------------------- | --------- |
| Thủ tướng                                                    | Paolo Gentiloni         |      | Đảng Dân chủ                           | 2016–2018 |
|                                                              |                         |      |                                        |           |
| Bộ trưởng Bộ Ngoại giao                                      | Angelino Alfano         |      | Đảng Trung hữu mới / Lựa chọn Nhân dân | 2016–2018 |
| Bộ trưởng Bộ Nội vụ                                          | Marco Minniti           |      | Đảng Dân chủ                           | 2016–2018 |
| Bộ trưởng Bộ Tư pháp                                         | Andrea Orlando          |      | Đảng Dân chủ                           | 2016–2018 |
| Bộ trưởng Bộ Quốc phòng                                      | Roberta Pinotti         |      | Đảng Dân chủ                           | 2016–2018 |
| Bộ trưởng Bộ Kinh tế và Tài chính                            | Pier Carlo Padoan       |      | Không đảng phái / Đảng Dân chủ         | 2016–2018 |
| Bộ trưởng Bộ Phát triển Kinh tế                              | Carlo Calenda           |      | Không đảng phái / Đảng Dân chủ         | 2016–2018 |
| Bộ trưởng Bộ Chính sách Nông nghiệp, Thực phẩm và Lâm nghiệp | Maurizio Martina        |      | Đảng Dân chủ                           | 2016–2018 |
| Bộ trưởng Bộ Chính sách Nông nghiệp, Thực phẩm và Lâm nghiệp | Paolo Gentiloni (quyền) |      | Đảng Dân chủ                           | 2018      |
| Bộ trưởng Bộ Môi trường                                      | Gian Luca Galletti      |      | Trung dung Châu Âu                     | 2016–2018 |
| Bộ trưởng Bộ Hạ tầng và Giao thông                           | Graziano Delrio         |      | Đảng Dân chủ                           | 2016–2018 |
| Bộ trưởng Bộ Lao động và Chính sách Xã hội                   | Giuliano Poletti        |      | Đảng Dân chủ                           | 2016–2018 |
| Bộ trưởng Bộ Giáo dục, Đại học và Nghiên cứu                 | Valeria Fedeli          |      | Đảng Dân chủ                           | 2016–2018 |
| Bộ trưởng Bộ Văn hóa và Du lịch                              | Dario Franceschini      |      | Đảng Dân chủ                           | 2016–2018 |
| Bộ trưởng Bộ Y tế                                            | Beatrice Lorenzin       |      | Đảng Trung hữu mới / Lựa chọn Nhân dân | 2016–2018 |
|                                                              |                         |      |                                        |           |
| Bộ trưởng Quan hệ Nghị viện                                  | Anna Finocchiaro        |      | Đảng Dân chủ                           | 2016–2018 |
| Bộ trưởng Hành chính công                                    | Marianna Madia          |      | Đảng Dân chủ                           | 2016–2018 |
| Bộ trưởng các vấn đề khu vực                                 | Enrico Costa            |      | Đảng Trung hữu mới / Lựa chọn Nhân dân | 2016–2017 |
| Bộ trưởng các vấn đề khu vực                                 | Paolo Gentiloni (quyền) |      | Đảng Dân chủ                           | 2017-2018 |
| Bộ trưởng liên kết lãnh thổ                                  | Claudio De Vincenti     |      | Đảng Dân chủ                           | 2016–2018 |
| Bộ trưởng Thể thao                                           | Luca Lotti              |      | Đảng Dân chủ                           | 2016–2018 |
|                                                              |                         |      |                                        |           |
| Thư ký Hội đồng Bộ trưởng                                    | Maria Elena Boschi      |      | Đảng Dân chủ                           | 2016–2018 |

## Thành phần chi tiết
| Chức vụ                                                                          | Chân dung | Tên                     | Nhiệm kỳ               | Đảng | Đảng                                                  |
| -------------------------------------------------------------------------------- | --- | ----------------------- | ---------------------- | ---- | ----------------------------------------------------- |
| Thủ tướng                                                                        | | Paolo Gentiloni         | 12/12/2016 – 1/6/2018  |      | Đảng Dân chủ                                          |
| Thủ tướng                                                                        | Thứ trưởng đặc trách - Maria Elena Boschi (PD) – Được giao nhiệm vụ Thực hiện Chương trình Chính phủ, Cơ hội Bình đẳng và Cơ quan Hành chính Độc lập - Sandro Gozi (PD) – Được ủy quyền cho các Chính sách Châu Âu - Sesa Amici (PD) – Được ủy quyền thông tin và xuất bản - Luciano Pizzetti (PD) – Được ủy quyền về An ninh Cộng hòa - Angelo Rughetti (PD) – Được giao điều phối các chính sách công trong các lĩnh vực kinh tế, xã hội và nghiên cứu khoa học (kể từ ngày 26 tháng 7 năm 2017) - Paola De Micheli (PD) – Được giao nhiệm vụ cho Các trận động đất ở miền Trung nước Ý năm 2016 và 2017 (kể từ ngày 23 tháng 9 năm 2017) |                         |                        |      |                                                       |
|                                                                                  | |                         |                        |      |                                                       |
| Bộ trưởng Bộ Ngoại giao                                                          | | Angelino Alfano         | 12/12/2016 – 1/6/2018  |      | Lựa chọn Nhân dân Trước 18/3/2017: Đảng Trung hữu mới |
| Bộ trưởng Bộ Ngoại giao                                                          | Thứ trưởng - Mario Giro (DemoS) Thứ trưởng đặc trách - Vincenzo Amendola (PD) - Benedetto Della Vedova (FE) |                         |                        |      |                                                       |
| Bộ trưởng Bộ Nội vụ                                                              | | Marco Minniti           | 12/12/2016 – 1/6/2018  |      | Đảng Dân chủ                                          |
| Bộ trưởng Bộ Nội vụ                                                              | Thứ trưởng - Filippo Bubbico (MDP) (đến ngày 9 tháng 11 năm 2017) Thứ trưởng đặc trách - Gianpiero Bocci (PD) - Domenico Manzione (Không đảng phái) |                         |                        |      |                                                       |
| Bộ trưởng Bộ Tư pháp                                                             | | Andrea Orlando          | 12/12/2016 – 1/6/2018  |      | Đảng Dân chủ                                          |
| Bộ trưởng Bộ Tư pháp                                                             | Thứ trưởng đặc trách - Federica Chiavaroli (AP) - Cosimo Ferri (PD) - Gennaro Migliore (PD) |                         |                        |      |                                                       |
| Bộ trưởng Bộ Quốc phòng                                                          | | Roberta Pinotti         | 12/12/2016 – 1/6/2018  |      | Đảng Dân chủ                                          |
| Bộ trưởng Bộ Quốc phòng                                                          | Thứ trưởng đặc trách - Gioacchino Alfano (AP) - Domenico Rossi (CD) |                         |                        |      |                                                       |
| Bộ trưởng Bộ Kinh tế và Tài chính                                                | | Pier Carlo Padoan       | 12/12/2016 – 1/6/2018  |      | Đảng Dân chủ Trước tháng 1 năm 2018: Không đảng phái  |
| Bộ trưởng Bộ Kinh tế và Tài chính                                                | Thứ trưởng - Luigi Casero (AP) - Enrico Morando (PD) Thứ trưởng đặc trách - Pier Paolo Baretta (PD) - Paola De Micheli (PD) (đến ngày 23 tháng 9 năm 2017) |                         |                        |      |                                                       |
| Bộ trưởng Bộ Phát triển Kinh tế                                                  | | Carlo Calenda           | 12/12/2016 – 1/6/2018  |      | Đảng Dân chủ Trước tháng 3 năm 2018: Không đảng phái  |
| Bộ trưởng Bộ Phát triển Kinh tế                                                  | Thứ trưởng - Teresa Bellanova (PD) Thứ trưởng đặc trách - Antonio Gentile (AP) - Antonello Giacomelli (PD) - Ivan Scalfarotto (PD) |                         |                        |      |                                                       |
| Bộ trưởng Bộ Chính sách Nông nghiệp, Thực phẩm và Lâm nghiệp                     | | Maurizio Martina        | 12/12/2016 – 13/3/2018 |      | Đảng Dân chủ                                          |
| Bộ trưởng Bộ Chính sách Nông nghiệp, Thực phẩm và Lâm nghiệp                     | | Paolo Gentiloni (Quyền) | 13/3/2018 – 1/6/2018   |      | Đảng Dân chủ                                          |
| Bộ trưởng Bộ Chính sách Nông nghiệp, Thực phẩm và Lâm nghiệp                     | Thứ trưởng - Andrea Olivero (DemoS) Thứ trưởng đặc trách - Giuseppe Castiglione (AP) |                         |                        |      |                                                       |
| Bộ trưởng Bộ Môi trường                                                          | | Gian Luca Galletti      | 12/12/2016 – 1/6/2018  |      | Trung dung Châu Âu                                    |
| Bộ trưởng Bộ Môi trường                                                          | Thứ trưởng đặc trách - Barbara Degani (AP) - Silvia Velo (PD) |                         |                        |      |                                                       |
| Bộ trưởng Bộ Hạ tầng và Giao thông                                               | | Graziano Delrio         | 12/12/2016 – 1/6/2018  |      | Đảng Dân chủ                                          |
| Bộ trưởng Bộ Hạ tầng và Giao thông                                               | Thứ trưởng - Riccardo Nencini (PSI) Thứ trưởng đặc trách - Umberto Del Basso De Caro (PD) - Simona Vicari (AP) (đến ngày 25 tháng 5 năm 2017) |                         |                        |      |                                                       |
| Bộ trưởng Bộ Lao động và Chính sách Xã hội                                       | | Giuliano Poletti        | 12/12/2016 – 1/6/2018  |      | Đảng Dân chủ                                          |
| Bộ trưởng Bộ Lao động và Chính sách Xã hội                                       | Thứ trưởng đặc trách - Franca Biondelli (PD) - Luigi Bobba (PD) - Massimo Cassano (AP) (đến ngày 25 tháng 7 năm 2017) |                         |                        |      |                                                       |
| Bộ trưởng Bộ Giáo dục, Đại học và Nghiên cứu                                     | | Valeria Fedeli          | 12/12/2016 – 1/6/2018  |      | Đảng Dân chủ                                          |
| Bộ trưởng Bộ Giáo dục, Đại học và Nghiên cứu                                     | Thứ trưởng đặc trách - Vito De Filippo (PD) - Gabriele Toccafondi (AP) - Angela D'Onghia (Không đảng phái) (đến ngày 4 tháng 12 năm 2017) |                         |                        |      |                                                       |
| Bộ trưởng Bộ Di sản Văn hóa và Hoạt động và Du lịch                              | | Dario Franceschini      | 12/12/2016 – 1/6/2018  |      | Đảng Dân chủ                                          |
| Bộ trưởng Bộ Di sản Văn hóa và Hoạt động và Du lịch                              | Thứ trưởng đặc trách - Dorina Bianchi (AP) - Ilaria Borletti Buitoni (PD) - Antimo Cesaro (CI) |                         |                        |      |                                                       |
| Bộ trưởng Bộ Y tế                                                                | | Beatrice Lorenzin       | 12/12/2016 – 1/6/2018  |      | Lựa chọn Nhân dân Trước 18/3/2017: Đảng Trung hữu mới |
| Bộ trưởng Bộ Y tế                                                                | Thứ trưởng đặc trách - Davide Faraone (PD) |                         |                        |      |                                                       |
|                                                                                  | |                         |                        |      |                                                       |
| Bộ trưởng Quan hệ Nghị viện (Bộ trưởng không bộ)                                 | | Anna Finocchiaro        | 12/12/2016 – 1/6/2018  |      | Đảng Dân chủ                                          |
| Bộ trưởng Hành chính công (Bộ trưởng không bộ)                                   | | Marianna Madia          | 12/12/2016 – 1/6/2018  |      | Đảng Dân chủ                                          |
| Bộ trưởng các vấn đề khu vực và tự trị (Bộ trưởng không bộ)                      | | Enrico Costa            | 12/12/2016 – 19/7/2017 |      | Lựa chọn Nhân dân Trước 18/3/2017: Đảng Trung hữu mới |
| Bộ trưởng các vấn đề khu vực và tự trị (Bộ trưởng không bộ)                      | | Paolo Gentiloni (Quyèn) | 19/7/2017 – 1/6/2018   |      | Đảng Dân chủ                                          |
| Bộ trưởng các vấn đề khu vực và tự trị (Bộ trưởng không bộ)                      | Thứ trưởng đặc trách - Gianclaudio Bressa (PD) (until 26 July 2017) |                         |                        |      |                                                       |
| Bộ trưởng Liên kết lãnh thổ (Bộ trưởng không bộ)                                 | | Claudio De Vincenti     | 12/12/2016 – 1/6/2018  |      | Đảng Dân chủ                                          |
| Bộ trưởng Thể thao (Bộ trưởng không bộ)                                          | | Luca Lotti              | 12/12/2016 – 1/6/2018  |      | Đảng Dân chủ                                          |
|                                                                                  | |                         |                        |      |                                                       |
| Thư ký Hội đồng Bộ trưởng (Thứ trưởng đặc trách của Chủ tịch Hội đồng Bộ trưởng) | | Maria Elena Boschi      | 12/12/2016 – 1/6/2018  |      | Đảng Dân chủ                                          |

1. ↑  trước 25/2/2017: PD
2. 1 2 3 4 5 6 7 8 9 10  trước 18/3/2017: NCD
3. ↑  Costa từ chức do mâu thuẫn với Thủ tướng. Ông thường chỉ trích các quan điểm và ý tưởng của Gentiloni, đặc biệt là liên quan đến vấn đề nhập cư và quyền công dân có quyền khai sinh.